# Rupes

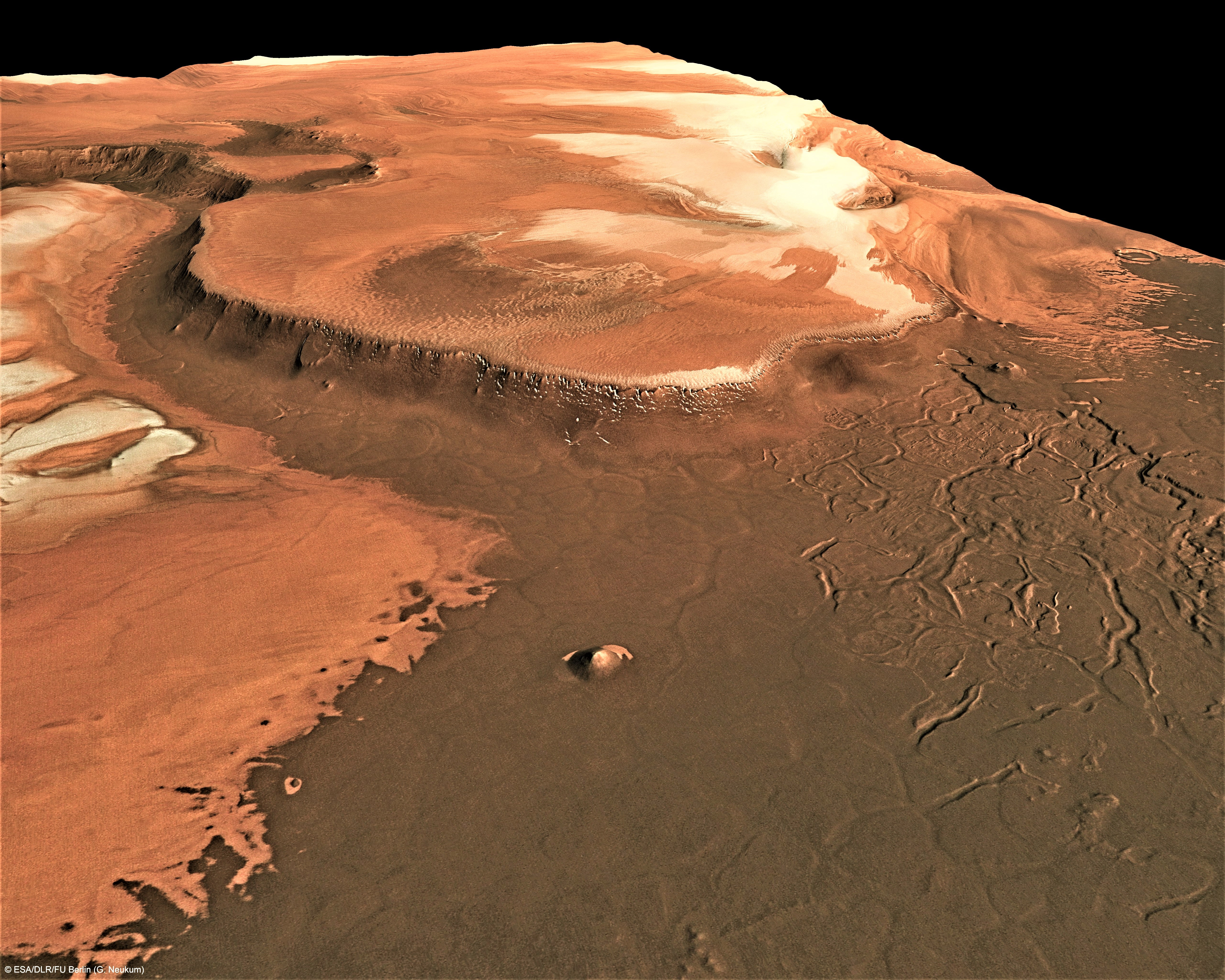
Região nevada de Rupes Tenuis, no polo norte marciano, fotografada pela sonda orbital Mars Express da ESA em 29 de julho de 2008.

Rupes é uma palavra do latim para penhasco utilizada na geologia planetária para se referir a escarpas em outros planetas, tais como Mercúrio, e em satélites naturais como a Lua.